# مونیا شکری
مونیا شکری (فرانسوی: Monia Chokri‎؛ زادهٔ ۲۷ ژوئن ۱۹۸۲) بازیگر اهل کانادا است. وی دانش‌آموختۀ «کنسرواتوار هنرهای نمایشی مونترال» است. مادر او تباری اسکاتلندی دارد پدرش تونسی است.
از فیلم‌ها یا برنامه‌های تلویزیونی که وی در آن نقش داشته‌است، می‌توان به تپش‌های قلب، عصر ظلمت و به‌هرحال لارنس اشاره کرد.